# David Ruffin
Davis Eli Ruffin (Whynot, Mississippi, 18 januari 1941 - Philadelphia, Pennsylvania, 1 juni 1991), bekend als David Ruffin, was een Amerikaanse soulzanger. Het meest bekend werd hij als lid en leadzanger van The Temptations van 1964 tot 1968 en later opnieuw in 1982.

## Pre-Temptationsperiode
Davis Eli Ruffin werd op 18 januari 1941 geboren in Mississippi. Het dorpje Whynot ligt in Lauderdale County. Tijdens zijn jeugd zong hij al. Het gezin, waarvan ook zijn broer Jimmy Ruffin deel uitmaakte, trok rond als gospelgroep. Op veertienjarige leeftijd verliet Ruffin echter het ouderlijk huis. Aangenomen wordt dat hij dominee wilde worden net als zijn vader, die overigens gewelddadig tegen hem optrad. Na zijn vertrek ging David zingen bij de groep "The Dixie Nightingales". Daarna werd hij solozanger en vertrok naar Detroit. Daar was zijn broer Jimmy aangenomen door de platenmaatschappij Motown. Hij zou vooral bekend worden met What becomes of the brokenhearted. David zelf was ook al in aanraking gekomen met Motown doordat hij lid was van "The Voice Masters", een groep die onder contract stond bij platenmaatschappij Anna Records van Anna Gordy. Zij was een zus van Motown-oprichter Berry Gordy en was getrouwd met Marvin Gaye. Toen de groep uit elkaar ging, werd Ruffin invaller als drummer tijdens optredens van The Temptations. Toen die groep in 1964 Elbridge Bryant ontsloeg, was David Ruffin degene die hem verving.

## The Temptations
Net als Bryant was David Ruffin in eerste instantie achtergrondzanger bij The Temptations. De leadzangers waren toen Paul Williams en Eddie Kendricks. Toen Smokey Robinson, de schrijver en producer van The Temptations, David Ruffin lead hoorde zingen, besloot hij het nummer My Girl dat hij voor zijn eigen groep The Miracles geschreven had, aan The Temptations te geven. Het werd met Ruffin als leadzanger een van de grootste successen voor de groep. Het behaalde de #1 positie op zowel de pop- als de R&B-lijst in de Verenigde Staten en was een top-20 hit in buurland Canada.
Na het succes van My Girl werd David Ruffin meer en meer de leadzanger van The Temptations. Op het volgende nummer, It's Growing, zong hij ook lead, net als op top-10 hits als Beauty Is Only Skin Deep, All I Need, (I Know) I'm Losing You en I Wish It Would Rain. Vanwege zijn raspende stem, zijn gepassioneerde manier van zingen en zijn 'stage performance' werd David Ruffin zeer populair bij het publiek. Hij gold als een van de grootste soulzangers van zijn tijd. Zijn Motown-collega Marvin Gaye zei over Ruffin dat hij een viriliteit en een urgentie in zijn stem kon leggen die hij zelf miste. Ook de zwarte bril die hij altijd droeg, dus ook tijdens optredens, was een zeer populair kenmerk, net als de vierkoppige microfoonstandaard. Deze had Ruffin speciaal bedacht voor degenen die tijdens een nummer achtergrond moesten zingen en werd kenmerkend voor de groep.
In 1967 nam de populariteit van David Ruffin zeer af. Zijn privéleven gaf aanleiding tot tumult en ook binnen de Temptations boterde het niet meer. Hij werd steeds arroganter tegenover de andere leden Paul Williams, Eddie Kendricks, Otis Williams en zijn neef Melvin Franklin. Hij werd ook steeds egoïstischer en wilde niet meer in de groepslimousine meerijden, maar nam zijn eigen. Daarin toerde hij rond met Tammi Terrell aan zijn zijde. Hij deed haar een huwelijksaanzoek, maar toen zij ontdekte dat hij getrouwd en vader was en meer vriendinnen had, ontstonden gewelddadige ruzies in het openbaar. Hij wilde de naam van de groep veranderen in "David Ruffin & The Temptations", net zoals The Supremes hun naam veranderd hadden in "Diana Ross & The Supremes" en The Miracles in "Smokey Robinson & The Miracles"'. De overige Temptations stonden dit niet toe en dreigden Ruffin te ontslaan.
Toen hij ook repetities en optredens begon te missen, was dat voor de andere Temptations de druppel die de emmer liet overlopen. Alleen Eddie Kendricks wilde hem, voor het succes dat hij garandeerde, nog wel in de groep laten. Ruffin werd officieel uit de groep gezet in het midden van 1968, toen hij ervoor koos een optreden te bezoeken van zijn vriendin Barbara Martin in plaats van te verschijnen bij zijn eigen optreden met The Temptations. David Ruffin werd vervangen door Dennis Edwards, afkomstig uit The Contours. Ruffin was het absoluut niet eens met zijn ontslag en bleef verschijnen bij optredens van de 'nieuwe' Temptations. Als zij nummers inzetten als My Girl of Ain't Too Proud to Beg, sprong hij meermaals op het podium om de microfoon van Dennis Edwards (overigens een vriend) af te pakken en zelf te zingen. Hierdoor moesten The Temptations extra beveiliging inhuren. Hieraan kwam pas een einde toen Motown hem een solocarrière aanbood.

## Solocarrière en latere jaren
De solocarrière van David Ruffin begon in 1969 toen op 20 januari zijn eerste single werd uitgebracht. Dit nummer, My Whole World Ended (The Moment You Left Me), was eigenlijk bedoeld voor The Temptations en werd geschreven door Johnny Bristol, Harvey Fuqua, Pamela Sawyer en James Roach. Dankzij dit nummer leek Ruffins solocarrière een succes te worden, want het nummer bereikte de #9 positie op de poplijst en zelfs #2 op de R&B-lijst. Na dit succes kwamen er echter lange tijd geen succesvolle singles meer van David Ruffin. In 1971 besloot hij mede daardoor een album op te nemen samen met zijn broer Jimmy Ruffin. Hiervan kwam de single "Stand by Me", een cover van Ben E. King. Stand By Me haalde niet de top-40 op de poplijst, maar wel op de R&B-lijst. Ruffins laatste top-40 hit was het nummer Walk Away From Love uit 1975. Twee jaar later vertrok hij bij Motown, omdat hij vond dat de platenmaatschappij hem niet genoeg in zijn solocarrière steunde.
Nadat David Ruffin een tijd onder contract stond bij Warner Bros. Records, vertrok hij samen met Eddie Kendricks daarna naar RCA. In 1982 maakte hij weer deel uit van The Temptations voor hun Reunion tour. In het begin gedroeg David Ruffin zich goed, maar na een tijdje begon hij weer in zijn oude gedrag te vervallen. Samen met Eddie Kendrick verliet hij The Temptations weer. Ruffin en Kendricks gingen samen toeren en waren op 13 juli 1985 onderdeel van de act van Hall & Oates bij het mega-benefietconcert 'Live Aid'. Deze twee duo's namen kort daarna ook het livealbum Live at the Apollo op en trokken lang met elkaar op, totdat Daryl Hall genoeg kreeg van Ruffins zware drugsgebruik. Nadat Dennis Edwards in 1989 voor de laatste keer bij The Temptations ontslagen was, besloot hij te gaan toeren met Kendricks en Ruffin. Van dit trio kwam uiteindelijk niet veel, doordat Ruffin in 1991 overleed.
De manier waarop David Ruffin aan het einde van zijn leven kwam is voor velen nog een mysterie. In tv-miniseries over The Temptations wordt gesuggereerd dat hij dood op straat gevonden zou zijn. Dit was echter niet waar, want zijn chauffeur had hem naar het ziekenhuis gebracht en formeel geïdentificeerd en was daarna snel vertrokken. De doodsoorzaak werd vastgesteld op een overdosis aan cocaïne. David Ruffin werd vijftig jaar oud.

## Discografie

### Singles van The Temptations waarop David Ruffin lead zingt
- 1964: "My Girl" (#1 R&B, #1 pop)
- 1965: "It's Growing" (#3 R&B, #18 pop)
- 1965: "Since I Lost My Baby" (#4 R&B, #17 pop)
- 1965: "My Baby" (#4 R&B, #13 pop)
- 1966: "Ain't Too Proud to Beg" (#1 R&B, #13 pop)
- 1966: "Beauty Is Only Skin Deep" (#1 R&B, #3 pop)
- 1966: "(I Know) I'm Losing You" (#1 R&B, #8 pop)
- 1967: "All I Need" (#2 R&B, #8 pop)
- 1967: "You're My Everything" (#3 R&B, #6 pop)
- 1967: "(Loneliness Made Me Realize) It's You That I Need" (#3 R&B, #14 pop)
- 1967: "I Wish It Would Rain" (#1 R&B, #4 pop)
- 1968: "I Could Never Love Another (After Loving You)" (#1 R&B, #13 pop)
- 1982: "Standing On The Top" (#66 pop)

### Solo
- 1969: "My Whole World Ended (The Moment You Left Me)" (#2 R&B, #9 pop)
- 1969: "I’m So Glad I Fell For You" (#53 pop)
- 1969: "I’ve Lost Everything I’ve Ever Loved" (#58 pop)
- 1971: "Stand by Me" (#24 R&B, #61 pop)
- 1975: "Walk Away From Love" (#9 pop)
- 1976: "Heavy Love" (#47 pop)
- 1976: "Everything’s Coming Up Love" (#49 pop)